# Мазырин, Александр Владимирович
Алекса́ндр Влади́мирович Мазы́рин (2 мая 1972, Волгоград, СССР) — священник Русской православной церкви, клирик Храма святителя Николая Мирликийского в Кузнецах. Церковный историк, специалист по истории Русской церкви XX века. Кандидат исторических наук (2005), доктор церковной истории (2012), доктор теологии (2023). Профессор, заместитель заведующего отделом новейшей истории Русской православной церкви ПСТГУ.

## Биография
Родился 2 мая 1972 года в Волгограде. С 1982 года постоянно проживает в Москве. По собственным воспоминаниям: «рос в обычной советской семье: отец — офицер Генштаба, мать — инженер-химик. Вопросы веры дома не обсуждались, о политике при мне старались лишнего не говорить, но я по отдельным фразам догадывался, что отец особой любви к советской власти не питал».
О выборе жизненного пути воспоминает так: «с детства увлекался историей, любил читать историческую литературу, но и физика меня интересовала и легко мне давалась. И предпочел я её, потому что писать об истории с марксистских позиций не хотел, а что можно будет писать по-другому, не знал. Заканчивал я школу в 1989 году, в то время уже многое менялось, но вряд ли кто-то мог представить, что всего через два года все изменится кардинально. К тому же ещё за два года до этого, после восьмого класса, я перешёл в физико-математическую школу № 542 при МИФИ, оттуда уже прямая дорога была в этот вуз».
В 1995 году окончил Московский инженерно-физический институт, однако в силу тяжёлого положения в науке в тот период не смог работать по специальности: «никакого распределения в то время уже не было, нам всем за несколько месяцев до защиты диплома предложили самим искать себе работу, а потом принести в МИФИ справку, что такой-то институт или такая-то лаборатория тебя берет. Я объездил несколько научно-производственных центров в Москве и Подмосковье <…> и везде я видел похожую картину: пустые и безжизненные помещения, в которых ещё совсем недавно кипела жизнь. Воочию убедился, что наука в стране умирает, и было непонятно, куда мне идти работать по специальности. В этот момент один из моих однокурсников сказал, что ему посоветовали обратиться на кафедру информатики в новообразованном Свято-Тихоновском институте. Это было отчасти по специальности и одновременно созвучно моей душе <…> Так я оказался здесь. Заведующий кафедрой, ныне почивший Николай Евгеньевич Емельянов, предложил мне заниматься базой данных „Новомученики и исповедники Российские, за Христа пострадавшие“. Дальше шаг за шагом: включился в работу, захотелось больше узнать о том, чем занимаюсь, поступил в Свято-Тихоновский институт». В 2000 году окончил Православный Свято-Тихоновский Богословский Институт.
7 февраля 2004 года был рукоположён в сан диакона.
31 марта 2004 года решением диссертационного совета ПСТБИ удостоен степени магистра богословия за работу на тему «Юрисдикционные конфликты в Русской Православной Церкви второй половины 1920-х — 1930-х гг. в свете позиции ряда высших российских иерархов» (научный руководитель — протоиерей Владимир Воробьев). 18 октября 2005 года в Институте Российской истории РАН защитил изменённый вариант магистерской диссертации как диссертацию на степень кандидата исторических наук под названием «Внутренние конфликты в Русской Православной Церкви второй половины 1920-х — 1930-х гг. (в свете позиции высших иерархов)».
2 июля 2006 году рукоположен во иерея ко храму святителя Николая в Кузнецах, в котором и продолжает служение.
В октябре 2010 году иерею Александру Мазырину было присвоено учёное звание доцента.
23 марта 2012 года решением диссертационного совета ПСТГУ удостоен степени доктора церковной истории за работу на тему «Патриарший Местоблюститель митрополит Петр (Полянский) и высшее церковное управление в условиях гонений со стороны власти и борьбы за единство Церкви». 18 ноября 2012 года в Зале церковных соборов Храма Христа Спасителя на торжественном акте, посвящённом 20-летию ПСТГУ Патриарх Кирилл вручил иерею Александру Мазырину диплом доктора церковной истории.
25 декабря 2012 года постановлением Священного синода РПЦ включён в состав новообразованного Церковно-общественного совета по увековечению памяти новомучеников и исповедников Российских под председательством Патриарха Московского и всея Руси.
1 ноября 2016 года Патриархом Кириллом назначен секретарём созданной тогда же Комиссии по исследованию подвига новомучеников и исповедников и увековечению памяти почивших священнослужителей города Москвы.
22 ноября 2021 года присвоено учёное звание профессора
22 июня 2022 года в Издательском Совете Русской Православной Церкви митрополитом Калужским и Боровским Климентом награждён медалью преподобного Епифания Премудрого II степени.
18 ноября 2022 года «в ознаменование 30-летия основания Православного Свято-Тихоновского гуманитарного университета и во внимание к трудам на ниве духовного образования наград Русской Православной Церкви» награждён орденом святителя Макария, митрополита Московского, III степени.
25 декабря 2023 года в Объединённом диссертационном совете Православного Свято-Тихоновского гуманитарного университета и Санкт-Петербургской духовной академии состоялась защита докторской диссертации А. В. Мазырина «Обновленческий раскол в Русской Церкви и Православный Восток: специфика взаимоотношений неканонической организации с Константинопольской Патриархией и другими Поместными Церквами)». Научным консультантом этой работы стал доктор исторических наук, доцент, протоиерей А. Н. Марченко. Официальными оппонентами на защите выступили: доктор исторических наук, ведущий научный сотрудник Института всеобщей истории РАН А. Л. Беглов; доктор исторических наук, заведующий кафедрой Института международных отношений и мировой истории ННГУ Н. И. Лобачевского А. А. Корнилов; доктор исторических наук, профессор филиала Военной академии материально-технического обеспечения им. генерала армии А. В. Хрулёва в Омске А. В. Сушко. По результатам тайного голосования Диссертационный совет единогласно присудил иерею Александру Мазырину ученую степень доктора теологии.

## Научные труды
- Высшие иерархи о преемстве власти в Русской Православной Церкви в 1920—1930-х годах / Науч. ред. прот. В. Воробьев. — М.: Изд-во ПСТГУ, 2006. — 442 с.
- Ради мира церковного: Жизненный путь и архипастырское служение святителя Агафангела, митрополита Ярославского, исповедника: В 2 кн. / Сост. И. Г. Менькова при участии диак. А. Мазырина и Е. И. Большаковой. — М.: Изд-во ПСТГУ, 2005. — 632 c. — ISBN 5-7429-0204-2
- Изъятие церковных ценностей в Москве в 1922 году. Сборник документов из фонда Реввоенсовета Республики / Сост. диак. А. Мазырин, В. А. Гончаров, И. В. Успенский. — М.: ПСТГУ, 2006. — 304 с.
- Иерархия Русской Православной Церкви, патриаршество и государство в революционную эпоху. — М.: Русская панорама, 2008. — 376 с. (соавторы: Лавров В. М., Лобанов В. В., Лобанова И. В.)
- Алчущие правды: Материалы церковной полемики 1927 года / Сост., авт. вступ. ст. свящ. А. Мазырин, О. В. Косик. — М.: Изд-во ПСТГУ, 2010, 2011. — 424 с.
- Подвиг первосвятительского служения Патриаршего Местоблюстителя священномученика Петра, митрополита Крутицкого // Кифа — Патриарший Местоблюститель священномученик Петр, митрополит Крутицкий (1862—1937) / Отв. ред. прот. В. Воробьев. — М.: Изд-во ПСТГУ, 2012. — С. 343—714.
- Фанар и обновленчество против Русской Православной Церкви // Мазырин А. В., свящ., Кострюков А. А. Из истории взаимоотношений Русской и Константинопольской Церквей в XX веке. — М.: Изд-во ПСТГУ, 2017. — С. 9-246.
- Православный Восток и советский обновленческий раскол. — М.: Изд-во ПСТГУ, 2025. — 576 с. — (Серия: «Материалы по новейшей истории Русской Православной Церкви»). — ISBN 978-5-7429-1641-3.

- Легализация Московской Патриархии в 1927 году: скрытые цели власти // Отечественная история. 2008. — № 4. — С. 114—124.
  - Legalizing the Moscow Patriarchate in 1927: The Secret Aims of the Authorities // Social Sciences. 2009. — Vol. 40. No. 1. — P. 28-42.
- Участие украинских архиереев в делах высшего церковного управления Русской Православной Церкви в 1925—1937 гг. // Вестник ПСТГУ. II: История. История Русской Православной Церкви. 2010. — Вып. 1 (34). — С. 41-58.
- Патриарший местоблюститель митрополит Петр (Полянский) и советская власть: Причины конфликта в 1925 году // Российская история. 2010. — № 2. — С. 147—157.
- Вопрос о Патриаршем Синоде в «межсинодский» период 1925—1927 гг. // Вестник ПСТГУ. II: История. История Русской Православной Церкви. 2010. — Вып. 2 (35). — С. 61-78.
- Церковная жизнь эпохи гонений глазами тайного курьера украинских епископов: Следственные показания Г. А. Косткевича 1931 г. / Вступ. ст., публ. и примеч. свящ. А. Мазырина, О. В. Косик и А. Н. Сухорукова // Вестник ПСТГУ. II: История. История Русской Православной Церкви. 2010. — Вып.4 (37). — С. 70-87; 2011. — Вып. 2 (39). — С. 89-130.
- О пребывании в обновленческом и григорианском расколах Преосвященного Мелхиседека (Паевского), его «митрополитстве» и автономии Белорусской Православной Церкви в 1920-е гг. // Вестник ПСТГУ. II: История. История Русской Православной Церкви. 2011. — Вып. 2 (39). — С. 63-86.
- «Требование заполнения анкеты сексота необязательно». Инструкция ГПУ Украины по организации групп «Живой Церкви» / Вступ. ст., публ. и примеч. свящ. А. Мазырина // Вестник ПСТГУ. II: История. История Русской Православной Церкви. 2011. — Вып. 5 (42). — С. 111—123.
- Вопрос о призвании служителей Церкви в эпоху гонений: два взгляда современников // Вестник ПСТГУ. II: История. История Русской Православной Церкви. 2011. — Вып. 6 (43). — С. 70-82.
- «Духовный Собор» епископов и вопрос о тайных выборах Патриарха в 1926 г. // Вестник ПСТГУ. II: История. История Русской Православной Церкви. 2012. — Вып. 2 (45). — С. 20-43.
- Проблема легализации Православной Церкви в СССР в середине 1920-х гг. // Российская история. 2012. — № 3. — С. 77-91.
- «Собор епископов весьма удивлен…»: Документы по истории лубенского и григорианского расколов и о роли ОГПУ в развитии из взаимоотношений / Вступ. ст., публ. и примеч. свящ. А. Мазырина // Вестник ПСТГУ. II: История. История Русской Православной Церкви. 2012. — Вып. 5 (48). — С. 105—137.
- «Дело это очень неприятное…»: Показания епископа Бориса (Рукина). 1925 г. / Публ. свящ. А. Мазырина // Исторический архив. 2012. — № 5. — С. 91-111.
- Легализация Московской Патриархии: незавершённый путь длиною в четверть века // Религии мира: История и современность. 2012. — С. 404—427.
- Попытка легализации церковного управления Ленинградской епархии в 1926 г. как предыстория «иосифлянско-алексиевского» разделения // Вестник ПСТГУ. II: История. История Русской Православной Церкви. 2013. — Вып. 2 (51). — С. 23-53.
- «Москва в недоумении около моего имени…»: К истории раскольнической деятельности епископа Бориса (Рукина) / Вступ. ст., публ. и примеч. свящ. А. Мазырина // Вестник ПСТГУ. II: История. История Русской Православной Церкви. 2013. — Вып. 5 (54). — С. 108—127.
- «…На путь совершенно искренней лояльности к нашей Советской Власти»: Протокол учредительного заседания Временного патриаршего священного синода при митрополите Сергии (Страгородском) / Публ. свящ. А. Мазырина // Исторический архив. 2014. — № 2. — С. 119—126.
- Последнее дело и смерть «митрополита Московского» Бориса (Рукина): к вопросу о его самоубийстве // Вестник ПСТГУ. II: История. История Русской Православной Церкви. 2014. — Вып.2 (57). — С. 90-97.
- «Авво мой родной!» Письма священномученика митрополита Кирилла (Смирнова) преподобномученику архимандриту Неофиту (Осипову) 1933—1934 гг. / Публ. прот. В. Воробьева, свящ. А. Щелкачева, свящ. А. Мазырина, О. И. Хайловой и И. С. Казакова, вступ. ст. и коммент. свящ. А. Мазырина и О. И. Хайловой // Вестник ПСТГУ. II: История. История Русской Православной Церкви. 2014. — Вып.2 (57). — С. 117—142.
- Документы Центрального архива ФСБ России о секретной деятельности ГПУ-ОГПУ против Православной церкви на Украине в 1920-е гг. // Отечественные архивы. 2014. — № 4. — С. 59-69.
- К вопросу об «обновленческой природе сергианства» // Вестник ПСТГУ. II: История. История Русской Православной Церкви. 2015. — Вып. 2 (63). — С. 84-98.
- «Милость Господня да будет с тобою!» Письма священномученика митрополита Кирилла (Смирнова) исповеднице Ираиде (Тиховой) 1934—1937 гг. / Публ. прот. В. Воробьева, свящ. А.Щелкачева, свящ. А. Мазырина, О. И. Хайловой и И. С. Казакова, вступ. ст. и коммент. прот. В. Воробьева, свящ. А. Мазырина и О. И. Хайловой // Вестник ПСТГУ. II: История. История Русской Православной Церкви. 2015. — Вып. 2 (63). — С. 143—156.
- Патриарх Тихон и Константинопольская Патриархия: к вопросу о причинах фактического разрыва отношений // Вестник ПСТГУ. II: История. История Русской Православной Церкви. 2015. — Вып. 6 (67). — С. 9-37.
- К вопросу о русском факторе в срыве Всеправославного собора в 1920—1930-е гг. // Государство, религия, церковь в России и за рубежом. 2016. — № 1 (34). — С. 333—357.
- Подворье Константинопольской патриархии в Москве и проблемы межцерковных отношений в 1917—1938 гг. // Российская история. 2016. — № 5. — С. 104—123.
- «Линию на сокрушение всей церковной черной сотни веду беспощадную»: Донесения в ГПУ члена обновленческого ВЦУ «протоиерея» Бориса Дикарева / Публ., вступ. ст. и примеч. свящ. А. Мазырина // Вестник ПСТГУ. II: История. История Русской Православной Церкви. 2016. — Вып. 6 (73). — С. 109—138.
- «Господь явил новую великую Свою милость Православной Российской Церкви». Известительная грамота святителя Тихона, Патриарха Московского и всея России, Предстоятелям Православных Церквей / Публ., вступ. ст. и примеч. свящ. А. В. Мазырина и И. Н. Смоляковой // Вестник ПСТГУ. II: История. История Русской Православной Церкви. 2017. — Вып. 75. — С. 123—135.
- Штрих к истории григорианского раскола: малоизвестное письмо председателя ВВЦС Заместителю Патриаршего Местоблюстителя 1926 г. / Публ. и вступ. ст. свящ. А. В. Мазырина // Вестник ПСТГУ. II: История. История Русской Православной Церкви. 2018. — Вып. 81. — С. 139—148.
- Святой Патриарх Тихон и обновленческий раскол: совместимость несовместимого // Христианское чтение. 2018. — № 3. — С. 275—283.
- Чины приема в Православную Церковь из обновленческого раскола. Документы Патриарха Тихона и Патриаршего Местоблюстителя митрополита Петра 1923—1925 гг. / Публ. свящ. А. В. Мазырина и диак. С. К. Николаева, вступ. ст. и примеч. свящ. А. В. Мазырина // Вестник ПСТГУ. II: История. История Русской Православной Церкви. 2018. — Вып. 85. — С. 133—149.
- Требование лояльности советской власти и проблема сохранения единства Русской Православной Церкви в 1920-е годы: решение архиепископа Иоанна (Поммера) // Вестник Екатеринбургской духовной семинарии. 2019. — Вып. 1 (25). — С. 11-22.
- Советское обновленчество: церковный феномен или инструмент госбезопасности? // Государство, религия, церковь в России и за рубежом. 2019. — № 1/2 (37): Религия и Русская революция. — С. 226—248.
- Эволюция отношения митрополита (Патриарха) Сергия (Страгородского) к обновленческому расколу в 1920—1940-е годы // Вестник ПСТГУ. Серия II: История. История Русской Православной Церкви. 2019. — Вып. 90. — С. 55-78.
- Сравнительная характеристика обновленческого и григорианского расколов 1920—1940-х годов // Христианское чтение. 2020. — № 2. — С. 178—186.
- Кризис взаимоотношений Русской и Константинопольской церквей в середине 1920-х гг. и советская внешняя политика // Российская история. 2020. — № 3. — С. 135—147.
- «В интересах усиления влияния и престижа СССР на Ближнем Востоке». Донесение советского представителя в Турции руководству НКИД СССР о положении Константинопольского патриархата в 1924 г. / Публ., вступ. ст. и примеч. свящ. А. В. Мазырина // Вестник ПСТГУ. II: История. История Русской Православной Церкви. 2020. — Вып. 94. — С. 131—140.
- «Чем меньше будет мудрых духовных мужей, тем для нас будет гораздо выгоднее». Документы Секретно-оперативного управления ГПУ о работе по расколу Русской Церкви в 1922 г. / Вступ. ст., публ. и примеч. свящ. А. В. Мазырина и И. Н. Смоляковой // Вестник Екатеринбургской духовной семинарии. 2020. — № 3 (31). — С. 369—378.
- Обновленческий раскол и собор обновленцев 1923 года глазами православного епископата, близкого Патриарху Тихону // Христианское чтение. 2021. — № 4. — С. 392—411.
- Высылка патриарха Константина VI из Константинополя в январе 1925 г.: взгляд из СССР // Вестник ПСТГУ. Серия II: История. История Русской Православной Церкви. 2021. — Вып. 103. — С. 116—130.
- На какой компромисс с обновленцами соглашался Патриарх Тихон в 1923—1924 гг. Часть 1: переговоры со «Священным Синодом» Евдокима (Мещерского). 1923 г. // Вестник Екатеринбургской духовной семинарии. 2021. — № 36. — С. 379—398.
- Патриарх Сергий (Страгородский) о сложностях восстановления общения с Грузинской церковью в свете преодоления обновленческого раскола (1944 год) // Вестник НГУ. Серия: История, филология. 2022. — Т. 21. — № 1: История. — С. 137—144.
- «Формула» священномученика митрополита Кирилла (Смирнова) из тетради священномученика епископа Дамаскина (Цедрика). 1934 г. / Публ. прот. В. Н. Воробьева, свящ. А. В. Мазырина, О. В. Косик, М. М. Гара, вступ. ст. свящ. А. В. Мазырина // Вестник ПСТГУ. Серия II: История. История Русской Православной Церкви. 2022. — Вып. 104. — С. 145—160.
- На какой компромисс с обновленцами соглашался Патриарх Тихон в 1923—1924 гг. Часть 2: переговоры с «Живой Церковью» Владимира Красницкого. 1924 г. // Вестник Екатеринбургской духовной семинарии. 2022. — № 37. — С. 161—198.

- К истории высшего церковного управления Русской Православной Церкви в 1920-х годах: новые документы св. митрополита Кирилла (Смирнова) // Ежегодная Богословская конференция ПСТБИ: Материалы 2001 г. — М.: Изд-во ПСТБИ, 2001. — С. 190—196.
- «Это есть скорбь для Церкви, но не смерть ее…»: Из материалов следственного дела священномученика митрополита Кирилла Казанского (1930) / Публ. и примеч. Н. А. Кривошеевой и А. В. Мазырина // Богословский сборник. — Вып. 8. — М.: Изд-во ПСТБИ, 2001. — С. 326—351. (Авторский вклад — 0,4 а. л.)
- Следственное дело «Всесоюзной организации ИПЦ» как источник по новейшей истории Русской Православной Церкви // Ежегодная Богословская конференция ПСТБИ: Материалы 2002 г. — М.: Изд-во ПСТБИ, 2002. — С. 188—196.
- Вслед за июльской Декларацией / Публ., вступл. и примеч. А. Мазырина и О. Косик // Богословский сборник. — Вып.9. — М.: Изд-во ПСТБИ, 2002. — С. 297—322.
- «Я иду только за Христом…»: Митрополит Иосиф (Петровых), 1930 год / Публ., вступл. и примеч. А. Мазырина // Богословский сборник. — Вып.9. — М.: Изд-во ПСТБИ, 2002. — С. 376—424. (Авторский вклад — 0,7 а. л.)
- О Церкви и государстве: Материалы полемики конца 1920-х годов / Публ., вступл. и примеч. А. Мазырина // Богословский сборник. — Вып. 10. — М.: Изд-во ПСТБИ, 2002. — С. 337—361.
- «Сов. секретно. Срочно. Лично. Тов. Тучкову»: Донесения из Ленинграда в Москву, 1927—1928 годы / Публ., вступл. и примеч. А. Мазырина // Богословский сборник. — Вып.10. — М.: Изд-во ПСТБИ, 2002. — С. 362—385.
- Вопрос о взаимоотношениях священномученика митрополита Петра (Полянского) с «правой» церковной оппозицией и митрополитом Сергием (Страгородским) // Богословский сборник. — Вып. 10. — М.: Изд-во ПСТБИ, 2002. — С. 386—431.
- «Сов. секретно. Срочно. Лично. Тов. Тучкову» и не только ему: Донесения из Ленинграда в Москву, 1928—1930 годы / Публ., вступл. и примеч. А. Мазырина // Богословский сборник. — Вып.11. — М.: Изд-во ПСТБИ, 2003. — С. 330—367.
- Священномученик митрополит Кирилл (Смирнов) как глава «правой» церковной оппозиции. Круг его ближайших последователей // Богословский сборник. — М.: Изд-во ПСТБИ, 2003. — Вып.11. — С. 368—424; Вып. 12. — С. 224—279. — Вып.13. — С. 286—348.
- Варлаам (Ряшенцев), архиепископ Пермский // Православная Энциклопедия. — М.: ЦНЦ «Православная Энциклопедия», 2003. Т. 6. — С. 598—600. (в соавторстве с М. В. Шкаровским)
- К вопросу о восстановлении церковно-административного единства между св. митрополитом Агафангелом (Преображенским) и митрополитом Сергием (Страгородским) в 1928 г. // Ежегодная Богословская конференция ПСТБИ: Материалы 2003 г. — М.: Изд-во ПСТБИ, 2003. — С. 258—266.
- К вопросу о полномочиях Заместителя Патриаршего Местоблюстителя: Взгляд историка церковной святости священника Сергия Мансурова // XV Ежегодная Богословская конференция ПСТГУ: В 2 т. — М.: Изд-во ПСТГУ, 2005. Т. 1. — С. 272—280.
- Митрополит Ярославский Агафангел и спор о местоблюстительстве в 1926 году // Вестник ПСТГУ. II: История. История Русской Православной Церкви. — М.: Изд-во ПСТГУ, 2005. — Вып.1. — С. 62-104.
- К истории высшего управлении Русской Православной Церкви в 1935—1937 гг. // XVI Ежегодная Богословская конференция ПСТГУ: В 2 т. — М.: Изд-во ПСТГУ, 2006. Т. 1. — С. 161—172.
- Секретная деятельность ОГПУ против Русской Православной Церкви в 1927—1930 гг. (на примере Ленинграда) // Церковь и государственная власть России в XX веке: Пятые Арсеньевские чтения. Великий Новгород, 2006. — С. 117—127.
- Ярославская оппозиция митрополиту Сергию (Страгородскому) и митрополит Агафангел (Преображенский) // Вестник ПСТГУ. II: История. История Русской Православной Церкви. — М.: Изд-во ПСТГУ, 2006. — Вып.3 (20). — С. 71-110.
- Ответы епископа Виктора (Островидова) на пятнадцать вопросов ОГПУ / Публ. и вступит. ст. свящ. А. Мазырина // Вестник ПСТГУ. II: История. История Русской Православной Церкви. — М.: Изд-во ПСТГУ, 2006. — Вып. 3 (20). — С. 136—147.
- Сто дней Русской Православной Церкви под управлением Ярославского викария: К 80-летию со времени пребывания в должности Заместителя Патриаршего Местоблюстителя священномученика архиепископа Серафима (Самойловича) // sedmitza.ru, 9.03.2007
- Послание братьев-архиепископов Пахомия и Аверкия (Кедровых) об отношении к политике митрополита Сергия (Страгородского) / Публ. и вступит. ст. иер. А. Мазырина // Вестник ПСТГУ. II: История. История Русской Православной Церкви. — М.: Изд-во ПСТГУ, 2007. — Вып. 4 (25). — С. 137—168.
- К истории взаимоотношений церковной и государственной властей в конце 1920-х — 1930-х гг. // XVII Ежегодная Богословская конференция ПСТГУ: В 2 т. — М.: Изд-во ПСТГУ, 2007. Т. 1. — С. 256—264.
- Попытки восстановления Патриаршества в 1935—1937 годы: Малоизвестные страницы истории // Журнал Московской Патриархии. 2007. — № 3. — С. 31—33.
- Вопрос о замещении Киевской кафедры в 1920-е годы // Вестник ПСТГУ. II: История. История Русской Православной Церкви. 2007. — Вып. 2 (23). — С. 58-67; Вып. 3 (24). — С. 118—131; Вып. 4 (25). — С. 62-70.
- Священноисповедник епископ Виктор (Островидов) как представитель крайней оппозиции митрополиту Сергию (Страгородскому) // Православная Русь. 2007. 15/28 мая. — № 10 (1823). — C. 3-10.
- Подвиг первосвятительского служения Патриаршего Местоблюстителя священномученика митрополита Крутицкого Петра (Полянского) // Бердянские чтения: Богословская конференция на тему «Феномен святости в XX столетии». 23-25 октября 2007 года. Бердянск: [Б. и.], [2007]. — С. 20-32.
- От Святейшего Тихона к Святейшему Сергию: Вопрос о патриаршем строе в 1920—1930-е годы // 1917-й: Церковь и судьбы России. К 90-летию Поместного Собора и избрания Патриарха Тихона: Материалы международной научной конференции. Москва. 19-20 ноября 2007 г. — М.: Изд-во ПСТГУ, 2008. — С. 181—197.
- Патриарший Местоблюститель митрополит Петр и русское зарубежье // XVIII Ежегодная Богословская конференция ПСТГУ: В 2 т. — М.: Изд-во ПСТГУ, 2008. Т. 1. — С. 241—250.
- «Борисовщина» — григорианский раскол в Москве // Кадашевские чтения: Сборник докладов конференции. — Вып. 3. — М.: О-во ревнителей Православной культуры; Музей «Кадашевская слобода», 2008. — С. 58-73. (в соавторстве с М. Хелемендиком)
- Поместный Собор 1917—1918 гг. и вопрос о преемстве патриаршей власти в последующий период (до 1945 г.) // Вестник ПСТГУ. II: История. История Русской Православной Церкви. 2008. — Вып. 4 (29). — С. 35-51.
- Вклад новомучеников и исповедников Российских в сокровищницу святости Православной Церкви // Вісник прес-служби УПЦ. 2008. Вип. 85. — С. 11-13; Бердянские чтения: Святость как вершина духовной культуры. II международная научно-практическая конференция. 3-5 сентября 2008 г., г. Бердянск (Украина). Симферополь: Н. Оріанда, 2009. — С. 61-68.
- Из истории церковного протокола конца 1920-х годов // bogoslov.ru, 2.06.2009
- Выбор мученического пути Патриаршим Местоблюстителем митрополитом Петром (Полянским) в 1925 году и его экклесиологическое значение // Почитание новомучеников XX столетия и восстановление национального исторического самосознания: Материалы Пятой ежегодной Всероссийской научно-богословской конференции «Наследие преподобного Серафима Саровского и судьбы России». Москва-Саров-Дивеево. 20-22 июня 2008 года. Нижний Новгород: Глагол, 2009. — С. 239—249.
- Святой митрополит Казанский и Свияжский Кирилл (Смирнов) — Ангел Церкви Российской // Свияжские чтения. Сборник докладов конференции. — Вып.1. Свияжск, 2009. — С. 5-11.
- Вопрос о легализации Церкви при Патриаршем Местоблюстителе митрополите Петре и зарождение «григорианского» («борисовского») раскола // XIX Ежегодная Богословская конференция ПСТГУ: В 2 т. — М.: Изд-во ПСТГУ, 2009. Т. 1. — С. 282—288.
- Значение подвига новомучеников и исповедников Российских Архивная копия от 25 января 2021 на Wayback Machine // Церковь и время. 2009. — № 1 (46). — С. 161—170.
- Научно-богословская аттестация в период гонений 1920—1930-х гг. и присвоение ученой степени доктора богословия митрополиту Сергию (Страгородскому) // Вестник ПСТГУ. II: История. История Русской Православной Церкви. 2009. — Вып. 3 (32). — С. 99-115. (в соавторстве с Н. Ю. Суховой)
- Константинопольская Патриархия и обновленческий раскол // Вісник прес-служби УПЦ. 2009. Жовт. Вип. 97. — С. 10-17
  - Константинопольская Патриархия и обновленческий раскол // Бердянские чтения. Из варяг в греки: возвращение к истокам. III Международная научно-практическая конференция. 8-10 сентября 2009 г. Симферополь: Н. Оріанда, 2010. — С. 64-87.
- Протоколы допросов и вопрос о церковном прославлении: случай архиепископа Феодора (Поздеевского) // Даниловский благовестник. 2009. — Вып.18. — С. 55-57.
- Mazyrin Alexander. The Importance of the Self-Sacrifice of the New Martyrs and Confessors of Russia // A Cloud of Witnesses: Opportunities for Ecumenical Commemoration. Proceedings of the International Ecumenical Symposium. Monastery of Bose, 29 October — 2 November 2008. Geneva: WCC Publications, 2009. Faith and Order Paper. No. 209. — P. 134—139.
- Усвоение митрополиту Сергию (Страгородскому) титула «Блаженнейший митрополит Московский и Коломенский» в 1934 году в восприятии современников // XX Ежегодная Богословская конференция ПСТГУ: В 2 т. — М.: Изд-во ПСТГУ, 2010. — Т. 1. — С. 316—322.
- Крестный путь Патриаршего Местоблюстителя митрополита Петра (Полянского) на Урале (1926—1937) // Православие в судьбе Урала и России: история и современность. Материалы Всероссийской научно-практической конференции (г. Екатеринбург, 18-20 апреля 2010 г.). Екатеринбург: ИИА УрО РАН; Изд-во Екатеринбургской епархии, 2010. — С. 347—355.
- Совместная борьба российских и украинских иерархов с церковными расколами середины 1920-х гг. // bogoslov.ru, 24.09.2010
  - Совместная борьба российских и украинских иерархов с церковными расколами середины 1920-х гг. // Вісник прес-служби УПЦ. 2010. Жовт. Вип. 109. — С. 9-15
  - Совместная борьба российских и украинских иерархов с церковными расколами середины 1920-х гг. // Дайджест Богослов.ru. 2011. — Вып. 3. — С. 63-72.
- Эволюция отношения Зарубежного Архиерейского Синода и его председателя митрополита Антония к Патриаршему Местоблюстителю митрополиту Петру в 1925—1927 гг. // Троицкое наследие. 2010. — № 3. — С. 30-39.
- Священномученик митрополит Крутицкий Петр (Полянский) как управляющий Московской епархией (1924—1925 гг.) // Кадашевские чтения: Сборник докладов конференции. — Вып. 7. — М.: Луг духовный; О-во сохранения лит. наследия; Кадашевская слобода, 2010. — С. 185—196.
- Священномученик митрополит Петр (Полянский) — хранитель единства Церкви. // Московской духовной академии 325 лет: Юбилейный сборник статей в 2-х т. Т. 1. Кн. 2: История Московской Духовной Академии 1685—1995. — М.: Московская духовная академия, 2010. — С. 219—227.
- Mazyrin Aleksandr. Das Martyrertum des Patriarchatsverwesers Metropolit Petr (Poljanskij). Dokumentation seiner Geschichte: Ein Beispiel fur die Forschungsarbeiten der Orthodoxen Tichon-Universitat (Moskau) zur Verfolgung der Russischen Orthodoxen Kirche unter der Sowjetmacht // Ostkirchliche Studien. 2010. — Vol. 59. — No. 2. — P. 328—343.
- Церковно-государственные отношения в период коллективизации // XIX Международные Рождественские образовательные чтения. Прославление и почитание святых: Материалы конференции. — М., 2011. — С. 42-71. (в соавторсве с свящ. А. Щелкачёвым и Б. А. Филипповым)
- Причины неприятия политики митрополита Сергия (Страгородского) в церковных кругах (по материалам полемических произведений конца 1920-х — 1930-х гг.) // https://web.archive.org/web/20180402135935/http://www.bogoslov.ru/text/1578803.html (Размещено 29.03.2011); XXI Ежегодная богословская конференция Православного Свято-Тихоновского гуманитарного университета. Т. 1. — М.: Изд-во ПСТГУ, 2011. — С. 293—300.
- Обстоятельства ареста Преосвященного Мелхиседека (Паевского) в конце 1925 года и вопрос о пребывании его в григорианском расколе // Минские епархиальные ведомости. 2011. — № 1 (96). — С. 90-94.
- Патриарший Местоблюститель митрополит Петр и Русская Зарубежная Церковь // rocorstudies.org, 29.05.2011
- Смысл и значение подвига новомучеников и исповедников Российских // Журнал Московской Патриархии. 2011. — № 6. — С. 32-35.
- Деятельность ПСТГУ по изучению гонений на Русскую Православную Церковь при советской власти на примере документирования истории мученического подвига Патриаршего Местоблюстителя митрополита Петра (Полянского) // pstgu.ru, 31.05.2011.
- Подвиг святительского служения в эпоху гонений // Материалы VIII Торопецкой Свято-Тихоновской православной международной конференции «Пастырь добрый» (г. Торопец, 11 октября 2011 года). — Тверь: Седьмая буква, 2012. — С. 8-14.
- Подвиг Патриаршего Местоблюстителя священномученика митрополита Крутицкого Петра (Полянского) // Труды Перервинской православной духовной семинарии. 2011. — № 2. — С. 37-56.
- Вопрос об управлении Московской епархией в период ее вдовства в 1925—1934 гг. // Кадашевские чтения: Сборник докладов конференции. — Вып. 9. — М.: Луг духовный; О-во сохранения лит. наследия; Кадашевская слобода, 2011. — С. 179—195.
- Подвиг новомучеников и исповедников Российских как плод тысячелетнего духовного возрастания России Архивная копия от 1 декабря 2020 на Wayback Machine // Церковь и время. 2012. — № 1 (58). — С. 225—241.
- Подвиг новомучеников и исповедников Российских как основа единства Церкви и народного единства // IV Валаамские образовательные чтения, посвященные Году российской истории. Единство Церкви и народное единство: уроки прошлого и проблемы настоящего. Материалы конференции. Валаам, 2013. — С. 23—30.
- Вопрос об отношении к монархии в церковной полемике 1920-х гг. в России // Северный Благовест. 2013. — № 27. — С. 8-14.
- «Веруй и умей нести свой крест»: Жизнь и подвиг священномученика Петра (Полянского) // Журнал Московской Патриархии. 2013. — № 5. — С. 84-91.
- Большой террор и Московская Патриархия: репрессии против ближайших сотрудников митрополита Сергия (Страгородского) // XXIII Ежегодная Богословская конференция ПСТГУ. — М.: Изд-во ПСТГУ, 2013. — С. 28-35.
- Последний представитель Константинопольского Патриарха в Москве архимандрит Василий (Димопуло) и его церковно-политическая деятельность // Кадашевские чтения: Сборник докладов конференции. — Вып. 12. — М.: О-во сохранения лит. наследия; Кадашевская слобода, 2013. — С. 5-24
- Вопрос об увольнении митрополита Антония (Храповицкого) и замещении Киевской кафедры при Патриархе Тихоне и Местоблюстителе митрополите Петре // Readings in Russian Religious Culture. Vol. 5: Митрополит Антоний (Храповицкий). Архипастырь русского рассеяния: Материалы конференции. [Джорданвилль]: Фонд Русской Истории, 2014. — С. 265—287.
- Кирилл (Смирнов), сщмч. // Православная Энциклопедия. — М.: ЦНЦ «Православная Энциклопедия», 2014. Т. 34. — С. 362—377.
- Сергиевская «черносотенная группировка» и Патриарший Местоблюститель митрополит Петр (Полянский) в 1925 году // Северный Благовест. 2014. — № 28. — С. 12-18.
- «Сергиевская» («Самаринская») церковная группа и Патриарший Местоблюститель митрополит Петр (Полянский) в 1925 году // Кадашевские чтения: Сборник докладов конференции. — Вып. 15. — М.: Луг духовный; О-во сохранения лит. наследия; Кадашевская слобода, 2014. — С. 5—16.
- «Подвиг св. Сергия Радонежского и дело митрополита Сергия»: к вопросу об оправданности сопоставления // Древняя Русь: во времени, в личностях, в идеях. Альманах. — Вып.2: Материалы научной конференции «Преподобный Сергий Радонежский: личность в контексте эпохи и история его почитания». Санкт-Петербург, 1-3 октября 2014 г. СПб.; Казань, 2014. — С. 152—160.
- Уральский узник Патриарший Местоблюститель митрополит Петр (Полянский) и его московский заместитель митрополит Сергий (Страгородский): две судьбы и два взгляда на отношения Церкви и власти в период гонений // Церковь. Богословие. История: Материалы III Международной научно-богословской конференции (Екатеринбург, 6-7 февраля 2015 г.). — Екатеринбург: Екатеринбургская духовная семинария, 2015. — С. 342—361; https://web.archive.org/web/20160427214109/http://www.bogoslov.ru/text/4456170.html (Размещено 3.03.2015).
- Об одной неудачной попытке найти правду у Константинопольского патриарха и его московского представителя в конце 1920-х гг. // Вестник Екатеринбургской духовной семинарии. 2015. — Вып. 2 (10). — С. 40-50.
- Русская Православная Церковь при богоборческой власти в довоенные годы // Воспоминания соловецких узников. 1925—1930 / Отв. ред. свящ. В. Умнягин. Соловки: Изд. Соловецкого м-ря, 2015. — С. 9-20.
- «Восьмой Вселенский Собор» и обновленческий раскол в России // XXV Ежегодная Богословская конференция ПСТГУ. — М.: Изд-во ПСТГУ, 2015. — С. 124—135.
- Antireligiöse Politik des sowjetischen Staates unter Lenin und Stalin und Reaktionen der Russisch-Orthodoxen Kirche // Forum. 2015. Jahr. 19. H. 2. — S. 11-26.
- Zur Loyalitätserklärung des Metropoliten Sergij — Auszüge aus dem Briefwechsel zwischen Vater Aleksandr Mazyrin und Leonid Luks // Forum. 2015. Jahr. 19. H. 2. — S. 27-31.
- К вопросу о богословии новомучеников // Церковь. Богословие. История: Материалы IV Международной научно-богословской конференции (Екатеринбург, 5-6 февраля 2016 г.). Екатеринбург: Екатеринбургская духовная семинария, 2016. — С. 81-91
- Переход митрополита Евлогия (Георгиевского) в юрисдикцию Константинопольской Патриархии и срыв «Всеправославного Предсобора» («Просинода») сквозь призму фанаро-советских взаимоотношений // bogoslov.ru, 27.04.2016.
- Архимандриты Иаков и Василий Ватопедцы как официальные представители Константинопольской Патриархии в большевистской Москве // Покровские чтения в Брюсселе: Материалы ежегодной международной научной конференции. — Вып.1, 2. М.; Брюссель: Conference Sainte Trinite du Patriarcat de Moscou ASBL; Екатерининский мужской монастырь, 2017. — С. 267—298. (1,9 а. л.)
- Агония московской миссии Константинопольского Патриархата в 1930-е годы и ее несостоявшийся глава «протоиерей» Иоанн Попандопуло // Кадашевские чтения: Сборник докладов конференции. — Вып. 21. — М.: Музей «Кадашевская слобода»; О-во сохранения лит. наследия, 2017. — С. 222—229.
- Московская Патриархия в горниле сталинского террора // Церковь. Богословие. История: Материалы VI Всероссийской научно-богословской конференции (Екатеринбург, 10-12 февраля 2018 г.). Екатеринбург: Екатеринбургская духовная семинария, 2018. — С. 131—138.
- «Непоминающие» // Православная энциклопедия. — М., 2018. — Т. XLIX : Непеин — Никодим. — С. 15-20. — 39 000 экз. — ISBN 978-5-89572-056-1.
- Сталинско-ежовский террор 1937—1938 годов и Русская Православная Церковь // История страны в судьбах узников Соловецких лагерей. Сборник статей и докладов научно-практической конференции. — Вып. 3. Соловки-Архангельск: Соловецкий музей-заповедник, 2018. — С. 146—156.
- Последствия революции в России для взаимоотношений Русской и Константинопольской Церквей // VI Валаамские образовательные чтения. Последствия 1917 года для Церкви, народа и России. Попытки обретения утраченного. Материалы конференции 19-21 мая 2017 г.,.о. Валаам. Валаам, ПКПЦ «Свет Валаама», 2018. — С. 88-94.
- Вопросы разрыва евхаристического общения и безблагодатности раскольничьих священнодействий в отечественной церковной полемике 1920—1930-х гг. (в контексте современных проблем во взаимоотношениях Русской Православной и Константинопольской Церквей) // Церковь. Богословие. История: Материалы VII Всероссийской научно-богословской конференции (Екатеринбург, 8-10 февраля 2019 г.). — Екатеринбург: Екатеринбургская духовная семинария, 2019. — С. 80-92.
- Послание соловецких епископов 1926 года и его значение в церковной жизни того времени // История страны в судьбах узников Соловецких лагерей. Сборник статей и докладов научно-практической конференции. — Вып. 4. Соловки: Соловецкий музей-заповедник, 2019. — С. 70-106.
- Фанар и обновленчество против Русской Православной Церкви: исторические уроки и параллели с современной церковной ситуацией на Украине // pstgu.ru, 9.04.2019
- В чем заблуждается Патриарх Варфоломей: О сути, причинах и путях преодоления современного кризиса межцерковных отношений // Журнал Московской Патриархии. 2019. — № 5. — С. 54-60.
- «Не духовенство одно составляет Святую Церковь…» Ответ Всероссийского Поместного Собора и святого Патриарха Тихона на развертывание большевистских гонений // Нива Господня: Вестник Пензенской Духовной Семинарии. 2019. — Вып. 2 (12). — С. 43-50.
- Петр (Полянский), сщмч. Православная Энциклопедия. — М.: ЦНЦ «Православная Энциклопедия», 2019. Т. 55. — С. 593—603. (в соавторстве Н. Ю. Суховой)
- Формы борьбы советской власти с Православной Церковью и ее результаты // «Священномученик Володимир (Богоявленський) і початок гонінь на Православну Церкву в ХХ столітті»: Матеріали Міжнародної наукової конференції (7-8 лютого 2018 р. Свято-Успенська Києво-Печерська Лавра). — К.: Фенiкс, 2019. — С. 217—226.
- Церковь Патриарха Тихона и вопрос о монархии в России // Кадашевские чтения: Сборник докладов конференции. — Вып. 24. — М.: Музей «Кадашевская слобода»; О-во сохранения лит. наследия, 2019. — С. 5-13.
- Святой Патриарх Тихон и советская власть: к вопросу о допустимой для Церкви мере компромисса // Вестник Ярославской духовной семинарии. 2019. — Вып.1. — С. 22-30
- Крест Предстоятеля. К 30-летию канонизации Патриарха Тихона // Журнал Московской Патриархии. 2019. — № 11. — С. 58-64.
- Патриотическое служение святого Патриарха Тихона // Церковь. Богословие. История. 2020. — № 1. — С. 129—140
- Фанар и обновленчество против Русской Православной Церкви: исторические уроки и параллели с современной церковной ситуацией на Украине // Причины и вызовы текущего кризиса межправославных отношений: Материалы научно-практической конференции (ПСТГУ, 25-26 февраля 2019 года). — М.: Изд-во ПСТГУ, 2020. — С. 249—261.
- Священномученик епископ Василий (Зеленцов) как боец за единство и достоинство Русской Православной Церкви (по материалам сводок ГПУ УССР середины 1920-х гг.) // История страны в судьбах узников Соловецких лагерей. Сборник научных статей и докладов научно-практической конференции. Вып. 5. Соловки: Соловецкий музей-заповедник, 2020. — С. 87-100.
- Митрополит Сергий (Страгородский) и обновленческий раскол: церковно-исторический контекст одного инцидента на Московском Валаамском подворье 1923 г. // VII Валаамские образовательные чтения «„Богоизбранная обитель“: к 30-летию возрождения монашеской жизни на Валааме». Материалы международной конференции (17-19 мая 2019 г., Валаам). Валаамский монастырь: ПКПЦ «Свет Валаама». — М.: Издательство «Перо», 2020. — С. 96-104.
- Деятельность епископа Прилукского Василия (Зеленцова) глазами ГПУ УССР // Церква мучеників: гоніння на віру та церкву у ХХ столітті: Матеріали Міжнародної наукової конференції (6-7 лютого 2020 р., Свята Успенська Києво-Печерська Лавра). Київ: Видавничий відділ Української Православної Церкви. — С. 437—444.
- Восприятие обновленческого раскола ведущими иерархами Русской Православной Церкви и изменение чиноприема кающихся раскольников в 1920—1940-е гг. // Единство Церкви в Предании, истории и современности: материалы научной конференции 14-16 ноября 2019 г. — М.: Издательство ПСТГУ, 2021. — C. 188—210
- Церковь Патриарха Тихона и изъятие святынь богоборческой властью // Церковь. Богословие. История. 2022. — № 3. — С. 162—176.

- Вопросы церковной истории в светском учебном пособии. Рец.: Барсенков А. С., Вдовин А. И. История России. 1917—2009. 3-е изд. — М.: Аспект Пресс, 2010. 846 с. // Вестник ПСТГУ. II: История. История Русской Православной Церкви. 2011. — Вып.3 (40). — С. 138—143.
- Новое слово в отечественном расколоведении. Рец. на: Лавринов В., прот. Обновленческий раскол в портретах его деятелей. — М.: Общество любителей церковной истории, 2016. 736 с. // Вестник ПСТГУ. II: История. История Русской Православной Церкви. 2016. — Вып.6 (73). — С. 141—148.

- Новейшая история Русской Православной Церкви (с 1917 года): Программа курса. — М.: Изд-во ПСТГУ, 2009, 2011. — 76 с.
- Юрисдикционные конфликты новейшего периода в Русской Православной Церкви: Программа специального курса. — М.: Изд-во ПСТГУ, 2010. — 50 с.
- Глава II. Церковные разногласия и расколы 1920-х годов // История Русской Православной Церкви. Т. 3. XX — нач. XXI в.: учебник бакалавра теологии. — М.: ОЦАД, Познание, 2022. — С. 87-155.

- Митрополит Сергий: «Мое отношение к советской власти основано на маневрировании» / Беседовала Ю. Данилова // Нескучный сад. 2008. — № 1. — С. 20-25.
  - Был ли оправдан компромисс митрополита Сергия с советской властью // nsad.ru, 6 сентября 2013
- Разделение РПЦ и РПЦЗ нельзя назвать расколом // Нескучный сад. 2008. — № 6. — С. 15.
- Опыт построения курса новейшей истории Русской Православной Церкви // III Валаамские образовательные чтения: Материалы конференции. Остров Валаам: Свет Валаама, 2010. — С. 88-91.
- Новомученики: за веру — или за царя и Отечество / Записал С. Ореханов // Нескучный сад. 2011. — № 1. — С. 16-17.
- Наследники новомучеников: Комментарий к документу «О мерах по сохранению памяти новомучеников, исповедников и всех невинно от богоборцев в годы гонений пострадавших» // Журнал Московской Патриархии. 2011. — № 6. — С. 50-51.
- «История показала правоту наших новомучеников» // Патриархия.ру, 16.10.2012.
- Советская власть vs Церковь // Православие и мир, 29.12.2012.
- Учредил ли Сталин РПЦ МП? // Нескучный сад. 2013. — № 4. — С. 41-43. (Размещено 24.01.2013)
- Сталин и Церковь: мифы и реальность // Седмица.ру, 5.03.2013
- Сталин и иерархи: встреча в Кремле // Православие и мир, 4.09.2013
- Место женщин в Соборе новомучеников и исповедников Российских // ПСТГУ, 29.10.2013.
- Гонения на христиан в древности и в советское время: когда было тяжелее? // ПСТГУ, 2.12.2013.
- «Прославление Патриарха Тихона». Светлый вечер со священником Александром Мазыриным (08.10.2014) // Радио Вера
- Лекция 16 марта 2014 года, в гостях отец Александр Мазырин // hram-chg.ru, 14.11.2014
- Оспариваемый святитель: Священник Александр Мазырин об архиепископе Феодоре (Поздеевском), мифах и спорах вокруг его личности и жизни // Православие.ру, 23.10.2015
- «Святитель Тихон Патриарх Московский». Светлый вечер со священником Александром Мазыриным (17.11.2016) // Радио Вера
- Священник Александр Мазырин: «Знание нашей церковной истории дает ключ к пониманию многих проблем в современной жизни нашей Церкви» // pstbi.ru, 6 мая 2017
- Попранные святыни. Зачем изымались церковные ценности в 1922 году // Живая история. 2017. — № 4 (4). — С. 22-27.
- Где и с кем Сказавший: Аз есмь с вами // Солнце России. Русский крест. [М., 2017.] — С. 56-58.
- Поместный Собор 1917—1918 гг. и его значение для Русской Православной Церкви // Прославленные во святых участники Поместного Собора Православной Российской Церкви 1917—1918 гг.: К 100-летию Всероссийского Церковного Собора и восстановления Патриаршества. — М.: Изд-во МП РПЦ, 2017. — С. 7-11.
- Актовая речь иерея Александра Мазырина о деяниях Поместного Собора 1917—1918 гг. и подвиге святого Патриарха Тихона // официальный сайт ПСТГУ, 24.11.2017.
- К выходу сотого номера исторической серии «Вестника ПСТГУ» // Вестник ПСТГУ. Серия II: История. История Русской Православной Церкви. 2021. — Вып. 100. — С. 9-13.

- Кострюков А. А. Русская Зарубежная Церковь в первой половине 1920-х годов: Организация церковного управления в эмиграции и его отношения с Московской Патриархией при жизни Патриарха Тихона. — М.: Изд-во ПСТГУ, 2007. — 398 с.
- Косик О. В. Истинный воин Христов: Книга о священномученике епископе Дамаскине (Цедрике). — М.: Изд-во ПСТГУ, 2009. — 384 с.
- Пономаренко Д., диак., Епископ Стефан (Никитин). — М.: Изд-во ПСТГУ, 2010. — 960 с.
- Фирсов С. Л. Искусившийся властью: История жизни митрополита Питирима (Окнова). — М.: ПСТГУ, 2011. — 236 с.
- Кострюков А. А. Русская Зарубежная Церковь в 1925—1938 гг.: Юрисдикционные конфликты и отношения с московской церковной властью. — М.: Изд-во ПСТГУ, 2011. — 624 с.
- Шевченко Т. И. Игумен Харитон. — М.: Спасо-Преображенский Валаамский м-рь, 2011. — 544 с.
- Косик О. В. Голоса из России: Очерки истории сбора и передачи за границу информации о положении Церкви в СССР (1920-е — начало 1930-х годов). — М.: Изд-во ПСТГУ, 2011. — 280 с.
- Шевченко Т. И. Валаамский монастырь и становление Финляндской Православной Церкви (1917—1957). — М.: Изд-во ПСТГУ, 2012. — 500 с.
- Головкова Л. А., Хайлова О. И. Пострадавшие за веру и Церковь Христову: 1917—1937 / Отв. ред. прот. В. Воробьев. — М.: Изд-во ПСТГУ, 2012. — 656 с.
- Письма разных лиц к святителю Афанасию (Сахарову): В 2 кн. / Вст. ст., примеч., подг. текста О. В. Косик. — М.: Изд-во ПСТГУ, 2013—2014. 800+792 с.
- Баконина С. Н. Церковная жизнь русской эмиграции на Дальнем Востоке в 1920—1931 гг.: На материалах Харбинской епархии. — М.: Изд-во ПСТГУ, 2014. — 389 с.
- Протоколы Комиссии по проведению отделения церкви от государства при ЦК РКП(б)-ВКП(б) (Антирелигиозной комиссии). 1922—1929 гг. / Сост. В. В. Лобанов. — М.: Изд-во ПСТГУ, 2014. — 381 с.
- Фирсов С. Л. «Власть и огонь»: Церковь и советское государство. 1918 — нач. 1940-х гг. Очерки истории. — М.: ПСТГУ, 2014. — 474 с.
- Бирюкова Ю. А., Овчинников П. А., свящ. Подвиг служения священномученика Захарии (Лобова), епископа Аксайского, архиепископа Воронежского и Задонского (1865—1937). Ростов-на-Дону: Антей, 2014. — 304 с.
- Русская Церковь. Век двадцатый: История Русской Церкви XX века в свидетельствах современников. Т. 1: 1900—1917. Конец синодального периода. В 2 кн. — М.: Эксмо; ПСТГУ, 2014. 860+753 с.
- Кострюков А. А. Русская Зарубежная Церковь в 1939—1964 гг.: Административное устройство и отношения с Церковью в Отечестве. — М.: Изд-во ПСТГУ, 2015. — 488 с.
- «За вами следит с любовью рать небесная»: Жизнеописание, письма и документы архивно-следственных дел святого мученика Александра Медема / Сост., жизнеоп., примеч. И. И. Ковалевой. — М.: Изд-во ПСТГУ, 2016. — 472 с.
- За Христа пострадавшие: Гонения на Русскую Православную Церковь. 1917—1956. Биографический справочник. Кн. 2: (Б). — М.: Изд-во ПСТГУ, 2016. — 538 с.
- Проценко П. Г. К незакатному Свету. Анатолий Жураковский: пастырь, поэт, мученик, 1897—1937. — М.: ПСТГУ; ЭКСМО, 2017. — 784 с.
- Радость кроткого любящего духа. Монастыри и монашество в русской жизни начала XX века, 1900—1939: живые голоса эпохи. — М.: Эксмо; ПСТГУ, 2017. — 400 с.
- За Христа пострадавшие: Гонения на Русскую Православную Церковь. 1917—1956. Биографический справочник. Кн. 3: (В). — М.: Изд-во ПСТГУ, 2017. — 644 с.
- За Христа пострадавшие: Гонения на Русскую Православную Церковь. 1917—1956. Биографический справочник. Кн. 4: (Г). — М.: Изд-во ПСТГУ, 2017. — 558 с.
- За Христа пострадавшие: Гонения на Русскую Православную Церковь. 1917—1956. Биографический справочник. Кн. 5: (Д). — М.: Изд-во ПСТГУ, 2017. — 464 с.
- Головкова Л. А., Хайлова О. И. Верность Церкви Христовой в испытаниях сохранившие: 1937—2017 / Отв. ред. прот. В. Воробьев. — М.: Изд-во ПСТГУ, 2017. — 640 с.
- Арсений (Стадницкий), митр. Дневник: На Поместный Собор. 1917—1918 / Сост. Н. А. Кривошеева. — М.: Изд-во ПСТГУ, 2018. — 480 с.
- Кострюков А. А. Лекции по истории Русской Церкви (1917—2008): Учебное пособие. — М.: Изд-во ПСТГУ, 2018. — 368 с.
- Шевченко Т. И. Валаамские иноки в эпоху гонений: Московское подворье Валаамского монастыря и его насельники после революции 1917 года. — М.: Изд-во ПСТГУ, 2018. — 272 с.
- «Авво мой родной!»: Жизнеописание, избранные труды и переписка преподобномученика Неофита (Осипова) / Сост., жизнеоп., примеч. О. И. Хайловой. — М.: Изд-во ПСТГУ, 2019. — 752 с.
- Арсений (Стадницкий), митр. Встречи с Великой княгиней Елизаветой Феодоровной: Дневниковые записи. 1897—1918 / Сост. и ред. О. Н. Ефремовой. — М.: Изд-во ПСТГУ, 2019. — 264 с.
- За Христа пострадавшие: Гонения на Русскую Православную Церковь. 1917—1956. Биографический справочник. Кн. 6: (Е-Ж-З). — М.: Изд-во ПСТГУ, 2019. — 864 с.
- Причины и вызовы текущего кризиса межправославных отношений: Материалы научно-практической конференции (ПСТГУ, 25-26 февраля 2019 года). — М.: Изд-во ПСТГУ, 2020. — 361 с.
- Русская Церковь. Век двадцатый: История Русской Церкви XX века в свидетельствах современников. Т. 2: 1917—1939. Русская Церковь в годы гонений. В 2 кн. — М.: ПСТГУ, 2021. — 996+1016 с.
- Аракелова А. С. Через Крест к свету: Жизненный путь священномученика архиепископа Владимирского Николая (Добронравова). — М.: Изд-во ПСТГУ, 2021. — 336 с.
- Кострюков А. А. Русская Зарубежная Церковь при митрополите Филарете (Вознесенском): 1964—1985 гг. — М.: Изд-во ПСТГУ, 2021. — 496 с.
- Павлов Д. В. «До смерти я буду призывать вас к молитве»: Жизнь и служение митрополита Гурия (Егорова). — М.: ПСТГУ, 2021. — 1248 с.
- За Христа пострадавшие: Гонения на Русскую Православную Церковь. 1917—1956. Биографический справочник. Кн. 7: (И). — М.: Изд-во ПСТГУ, 2021. — 878 с.
- За Христа пострадавшие: Гонения на Русскую Православную Церковь. 1917—1956. Биографический справочник. Кн. 8: (К). В 2 т. — М.: Изд-во ПСТГУ, 2022. — 784+900 с.

- Серафим (Звездинский), еп., сщмч. «Поет душа моя, Тобою вознесенная!»: Молитвословия сщмч. Серафима (Звездинского), составленные в заключении / Сост. И. Г. Менькова. — М.: ПСТГУ, 2008. — 168 с.
- Жураковский, Анатолий, свящ. «Мы должны все претерпеть ради Христа…»: Проповеди, богословские эссе, письмо из ссылки к своей пастве / Сост. П. Г. Проценко. — М.: ПСТГУ, 2008. — 348 с.
- Правдолюбов, Сергий, прот., сщисп. «О постах, исповеди и приобщении Святых Христовых Таин»: Завещание Соловецкого узника. — М.: ПСТГУ, 2008. — 80 с.
- Мечев, Сергий, сщмч. «Вы — мой путь ко Христу»: Проповеди, письма к общине, воспоминания. — М.: ПСТГУ, 2009. — 340 с.
- Тихон (Беллавин), Патриарх, свт. «В годину гнева Божия…»: Послания, слова и речи св. Патриарха Тихона / Сост., авт. статьи Н. А. Кривошеева. — М.: ПСТГУ, 2009. — 296 с.
- Экземплярский В. И. Жизнь и Свет: Богословские беседы. — М.: ПСТГУ, 2009. — 288 с.
- Серафим (Звездинский), еп., сщмч. Хлеб небесный: Проповеди о Божественной Литургии / Сост. И. Г. Менькова. — М.: ПСТГУ, 2010. — 120 с.
- Свенцицкий, Валентин, прот. Диалоги: Проповеди, статьи, письма / Сост., автор вступ. ст. С. В. Чертков. — М.: ПСТГУ, 2010. — 522 с.
- «Приспело время подвига…»: Документы Священного Собора Православной Российской Церкви 1917—1918 гг. о начале гонения на Церковь / Сост., автор вступ. ст. Н. А. Кривошеева. — М.: ПСТГУ, 2012. — 522 с.
- Афанасий (Сахаров), еп., свт. «Какое великое утешение — вера наша!» Избранные письма святителя Афанасия Ковровского / Сост., автор вступ. ст. О. В. Косик. — М.: ПСТГУ, 2012. — 470 с.

- Кострюков А. А. Русская Зарубежная церковь и Патриарх Тихон (1920—1925 гг.). Дисс. на соиск. уч. степ. канд. ист. наук. — М., 2007.
- Шевченко Т. И. Спасо-Преображенский Валаамский монастырь и его роль в становлении Финляндской Православной Церкви (1917—1957). Дисс. на соиск. уч. степ. канд. богосл. — М., 2009.
- Марченко А. Н., прот. Архиерейское служение в эпоху гонений на примере деятельности архипастырей Пермской епархии в период подготовки и проведения «Хрущевской церковной реформы». Дисс. на соиск. уч. степ. канд. богосл. — М., 2010.
- Шевченко Т. И. Валаамский монастырь в общественно-церковной жизни Финляндии (1917—1957). Дисс. на соиск. уч. степ. канд. ист. наук. — М., 2010.
- Семенов К. А. Закрытые заседания Священного Собора Православной Российской Церкви 1917—1918 гг. Дисс. на соиск. уч. степ. маг. религиоведения. — М., 2007.
- Титушкин А. А. Митрополит Евлогий и его взаимоотношения с Карловацким Синодом и Русской Православной Церковью в период с 1921 по 1931 г. Дисс. на соиск. уч. степ. маг. теологии. — М., 2008.
- Николаев С. К. Священномученик архиепископ Углический Серафим (Самойлович) как Предстоятель Русской Православной Церкви. Дисс. на соиск. уч. степ. маг. теологии. — М., 2010.
- Овсянников П. А. Последствия обновленческого раскола в жизни Русской Православной Церкви в середине XX века: кадровый аспект. Дисс. на соиск. уч. степ. маг. теологии. — М., 2010.
- Марченко А. Н., прот. Религиозная политика Советского государства в 1958—1964 гг. и реакция Русской Православной Церкви на «хрущевские» гонения. Дисс. на соиск. уч. степ. докт. церк. ист. — М., 2013.
- Шимон И., прот. Крымская епархия в контексте церковно-государственных отношений в 1944—1964 гг. Дисс. на соиск. уч. степ. маг. теологии. — М., 2015.
- Павлов Д. В. Архиерейское служение в послевоенные сталинские годы на примере Преосвященного Ташкентского и Средне-Азиатского Гурия (Егорова). Дисс. на соиск. уч. степ. маг. теологии. — М., 2017.
- Уваров С., диак. Служение учёного иерарха Русской Православной Церкви в 1950—1960-е годы на примере архиепископа Михаила (Чуба). Дисс. на соиск. уч. степ. маг. теологии. — М., 2017.
- Аракелова А. С. Соотнесение феноменов движения за церковное обновление и обновленческого раскола на примере эволюции взглядов священномученика Николая (Добронравова). Дисс. на соиск. уч. степ. маг. теологии. — М., 2017.
- Балыко Т. А. Вопрос о генезисе обновленческого раскола на примере событий в Орловской епархии в период революционных потрясений 1917 года. Дисс. на соиск. уч. степ. маг. теологии. — М., 2017.